# Borana
Borana (em latim: Borana; em grego medieval: Βοράνης; romaniz.: Boránes; em persa médio: ) ou Puranducte (em persa: پوراندخت; romaniz.: Pūrāndokht) foi a rainha sassânida (ou bambišn) do Irã de 630 a 632, com uma interrupção de alguns meses. Era filha do rei (ou xá) Cosroes II (r. 590–628) e da princesa bizantina Maria. É a segunda de apenas três mulheres a governar na história iraniana, sendo as outras Musa da Pártia e a irmã de Borana, Azarmiducte.
Em 628, seu pai foi deposto e executado por seu irmão-marido Cavades II, que também executou todos os irmãos e meio-irmãos de Borana, iniciando um período de ruptura no império. Cavades morreu alguns meses depois e foi sucedido por seu filho Artaxer III, de oito anos, que após um governo de quase dois anos, foi morto e usurpado pelo oficial militar Sarbaro. Borana logo subiu ao trono com a ajuda do comandante militar Farruque Hormisda, que derrubou Sarbaro. Ela e Azarmiducte eram as únicas herdeiras legítimas que podiam governar na época. Borana herdou um império em declínio que estava envolvido numa guerra civil entre duas facções, os clãs persas (parsigues) e partas (pálaves), e se empenhou em reviver a memória e o prestígio de seu pai.
Ela foi, porém, substituída pouco depois pelo sobrinho de Cosroes, Sapor V, cujo reinado foi ainda mais breve, sendo substituído por Azarmiducte, com apoio parsigue. Ela, por sua vez, foi deposta logo depois e morta pelos pálaves sob o filho de Farruque Hormisda, Rustã Farruquezade, que restaurou sua irmã. Em seu segundo reinado, o poder estava sobretudo nas mãos de Rustã, o que causou insatisfação entre os parsigues e levou a uma revolta, durante a qual foi estrangulada até a morte. Foi sucedida por seu sobrinho Isdigerdes III, o último xá sassânida.
Embora seus reinados tenham durado pouco, tentou trazer estabilidade ao Irã por meio de leis justas, reconstrução da infraestrutura e redução de impostos e cunhagem de moedas. Diplomaticamente, desejava boas relações com os vizinhos ocidentais – os bizantinos – para quem mandou enviar uma embaixada, que foi bem recebida pelo imperador Heráclio (r. 610–641).

## Nome
O nome de Borana aparece como Borã (Bōrān) ou Burã (Burān) que é considerado pelo historiador francês Ph. Gignoux como um hipocorístico de *baurāspa ('tendo muitos cavalos'). O poeta persa medieval Ferdusi refere-se a ela como Puranducte (Pūrāndoχt) no seu poema épico Xanamé (Épica dos Reis). O sufixo -ducte (-doχt / -duχt no persa médio), que significa 'filha', foi um criação das línguas iranianas médias para diferenciar mais facilmente um nome feminino, e neste caso não deve ser interpretado muito literalmente. O seu nome aparece como Borã (Boran e semelhantes) na Crônica do Cuzestão (século VII), na Crônica de Jacó de Edessa (século VIII), na Crônica de Sirte (século IX?), no Kitab al-'Unwan de Agápio de Hierápolis (século X) e na Crônica de Miguel, o Sírio (século XI), como Βοράνη(ς) na Crônica de Teófanes (século IX), como Born na História da Casa Arzerúnio de Tomás (século IX), Barã (Baram) na Crônica de 1234, na Sinopse da História de Cedreno (século XI) e na Crônica de Bar Hebreu (século XIII), Turã Ducte (Tūrān Duχt) nas obras do historiador persa do século X Balami, Rainha Bor pelo historiador armênio Sebeos do século VII, e Ducte-i Zabã (Dukht-i Zabān) pelo historiador árabe do século VIII Ceife ibne Omar.

## Biografia

### Antecedentes e primeiros anos

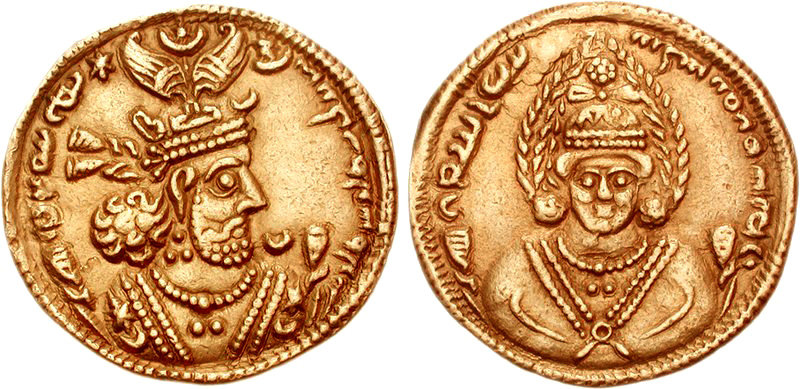
Dinar de r.

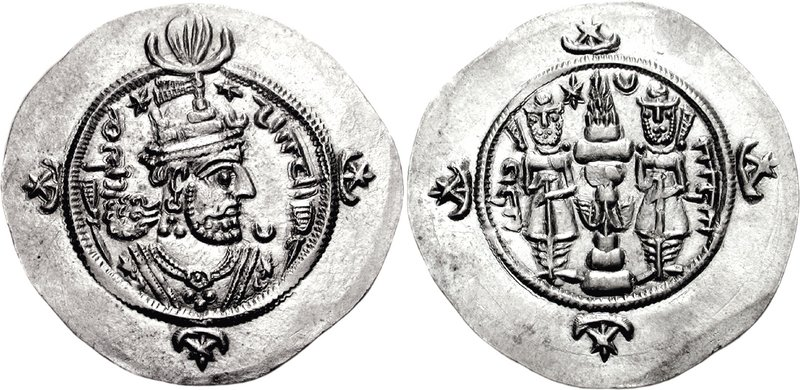
Dracma de r.

Borana era filha do último xá proeminente do Irã, Cosroes II (r. 590–628) e da princesa bizantina Maria. Cosroes foi derrubado e executado em 628 por seu próprio filho Siroes, mais conhecido por seu nome dinástico de Cavades II, que procedeu à execução de todos os irmãos e meio-irmãos de Borana, incluindo o herdeiro Merdasas. Isso foi um duro golpe para o império, do qual nunca se recuperaria. Borana e sua irmã Azarmiducte supostamente criticaram e repreenderam Cavades por suas ações bárbaras, que o fizeram sentir remorso. De acordo com a Crônica do Cuzestão, Borana também era esposa de Cavades, indicando a prática zoroastrista de cuedodá ou casamento de parentes próximos.[a]
A queda de Cosroes culminou na guerra civil sassânida de 628–632, com os membros mais poderosos da nobreza ganhando total autonomia e começando a criar seu próprio governo. As hostilidades entre as famílias nobres persas (parsigues) e partas (pálaves) também foram retomadas, o que acabou com a riqueza da nação. Poucos meses depois, a devastadora Peste de Siroes varreu as províncias ocidentais e metade da população, incluindo Cavades, morreu. Foi sucedido por seu filho de oito anos, que se tornou Artaxer III. A ascensão de Artaxer foi apoiada por pálaves, parsigues e uma terceira facção principal chamada ninruzi. Contudo, em algum momento em 629, os ninruzis retiraram seu apoio e começaram a conspirar com o distinto general iraniano Sarbaro para derrubá-lo.
Os pálaves, sob seu líder Farruque Hormisda da família Ispabudã, começaram a apoiar Borana como nova governante do Irã, que posteriormente começou a cunhar moedas nas áreas pálaves de Amol, Nixapur, Gurgã e Rei. Em 27 de abril de 630, Artaxer foi morto por Sarbaro, que por sua vez foi assassinado, após um reinado de quarenta dias, em um golpe de Farruque Hormisda. Farruque Hormisda então ajudou Borana a subir ao trono, em algum ponto no fim de junho de 630. Sua ascensão foi provavelmente devido a ela ser a única herdeira legítima remanescente do império capaz de governar, junto com Azarmiducte.[b]

### Primeiro reinado

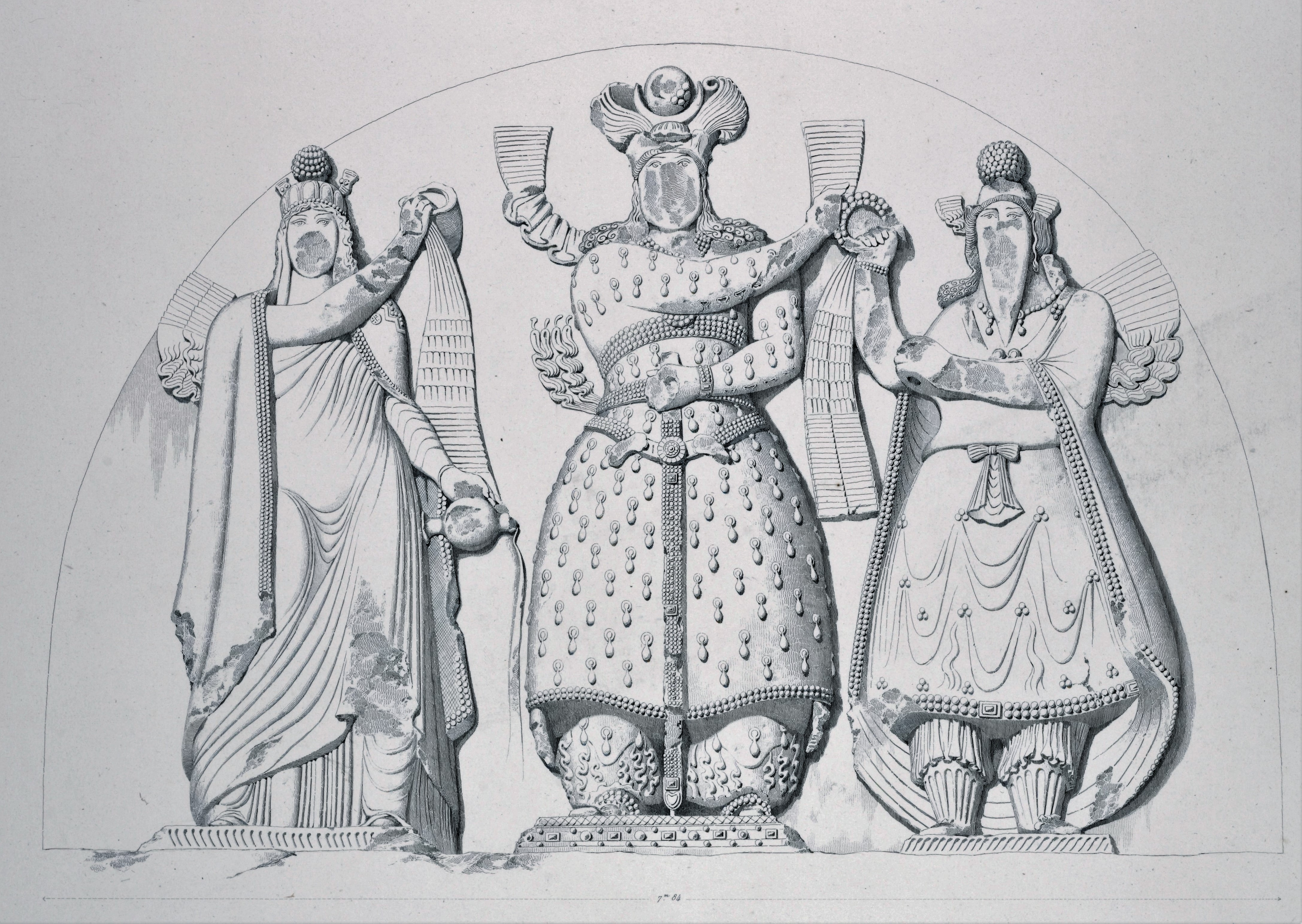
Desenho do século XIX de baixos-relevos em Taque e Bostã, com Cosroes ladeado pela deusa Anaíta e a divindade suprema Aúra-Masda (Biblioteca Pública de Nova Iorque)

Borana foi a primeira rainha a governar o Império Sassânida, mas não era incomum que mulheres ocupassem cargos políticos na administração do país, e muitas ganharem destaque. Uma rainha do século V, Denaces, reinou temporariamente como regente do império em Ctesifonte durante a luta dinástica pelo trono entre os seus filhos Hormisda III (r. 457–459) e Perozes I (r. 459–484) em 457-459. O estudioso clássico alemão Josef Wiesehöfer destaca o papel das mulheres nobres no Irã sassânida, colocando que "registros iranianos do século III (inscrições, relevos, moedas) mostram que os membros femininos da família real receberam uma quantidade incomum de atenção e respeito". A história da mítica rainha caiânida Humai Cherzade e a veneração da deusa Anaíta provavelmente também ajudaram na aprovação do governo de Borana.
Quando Borana subiu ao trono, nomeou Farruque Hormisda como ministro-chefe (grão-framadar) do império. Então tentou trazer estabilidade pela implementação de leis justas, a reconstrução da infraestrutura, a redução de impostos e cunhagem de moedas. O seu governo foi aceito pela nobreza e pelo clero, o que é evidente por suas casas da moeda nas províncias de Pérsis, Cuzistão, Média, Abarxar. Nenhuma oposição foi expressa em relação ao seu gênero. No entanto, foi deposta em 630, e Sapor V, filho de Sarbaro com uma irmã de Cosroes, foi feito xá. Quando não foi reconhecido pela facção parsigue do poderoso general Perozes Cosroes, foi deposto em favor de Azarmiducte, a irmã de Borana.

### Segundo reinado

Assuristão e regiões vizinhas

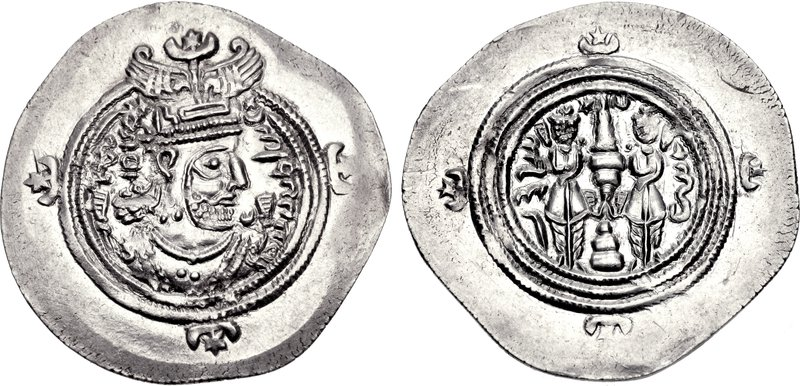
Dracma de Azarmiducte com efígie de seu pai

Farruque Hormisda, a fim de fortalecer sua autoridade e criar um modus vivendi harmonioso entre pálaves e parsigues, pediu a rainha em casamento. Não ousando recusar, o matou com apoio do mirrânida Siauascis, neto do general (aspabedes) e xá Barã Chobim. O filho de Farruque, Rustã Farruquezade, que à época estava estacionado no Coração, o sucedeu como líder pálave. Para se vingar, foi a Ctesifonte, nas palavras do historiador do século IX Ceife ibne Omar, "derrotando todos os exércitos de Azarmiducte que achou". Então derrotou as forças de Siauascis em Ctesifonte e capturou a cidade. Azarmiducte foi cegada e morta por Rustã, que restaurou Borana ao trono em junho de 631. Borana reclamou consigo sobre o estado do império, que na época estava frágil e declinante e supostamente o convidou para administrá-lo, o que lhe permitiu assumir o poder geral.
Um acordo foi feito supostamente entre a família de Borana e Rustã: segundo Ceife, a rainha deveria "confiar-lhe o poder por 10 anos", ponto em que a soberania voltaria "à família de Sasano se encontrassem quaisquer descendentes varões, e se não, então para suas mulheres". Borana considerou o acordo apropriado, e as facções do país foram convocadas (incluindo os parsigues)  à declaração de que Rustã seria líder do país e comandante militar. A facção parsigue concordou, com Perozes Cosroes sendo encarregado de administrar o país ao lado de Rustã.
Os parsigues concordaram em trabalhar com os pálaves por causa da fragilidade do país, e também porque seus colaboradores mirrânidas foram temporariamente derrotados por Rustã. No entanto, a cooperação teria vida curta devido às condições desiguais entre as duas facções, com a facção de Rustã tendo uma porção muito mais significativa de poder sob aprovação de Borana. Ela desejava um bom relacionamento com o Império Bizantino e despachou uma embaixada ao imperador Heráclio (r. 610–641) sob o católico Ixoiabe II (r. 628–645) e outros dignitários da Igreja do Oriente, que foi recebida amigavelmente.
No ano seguinte, eclodiu uma revolta em Ctesifonte. Enquanto o exército imperial estava ocupado com outros assuntos, os parsigues, insatisfeitos com a regência de Rustã, pediram a derrubada de Borana e o retorno da figura proeminente parsigue Bamã Judaia, que foi demitido por ela. Borana foi morta pouco depois, supostamente estrangulada por Perozes Cosroes. As hostilidades foram assim retomadas entre as facções. Não muito tempo depois, Rustã e Perozes foram ameaçados por seus próprios homens, que ficaram alarmados com o declínio do país. Então concordaram em trabalhar juntos mais uma vez, instalando o sobrinho de Borana, Isdigerdes III (r. 632–651) no trono, e assim pondo fim à guerra civil. De acordo com o historiador muçulmano Tabari (falecido em 923), Borana reinou por um total de dezesseis meses. O nome do aperitivo iraniano Borani pode ser derivado de seu nome.

## Cunhagem e ideologia imperial

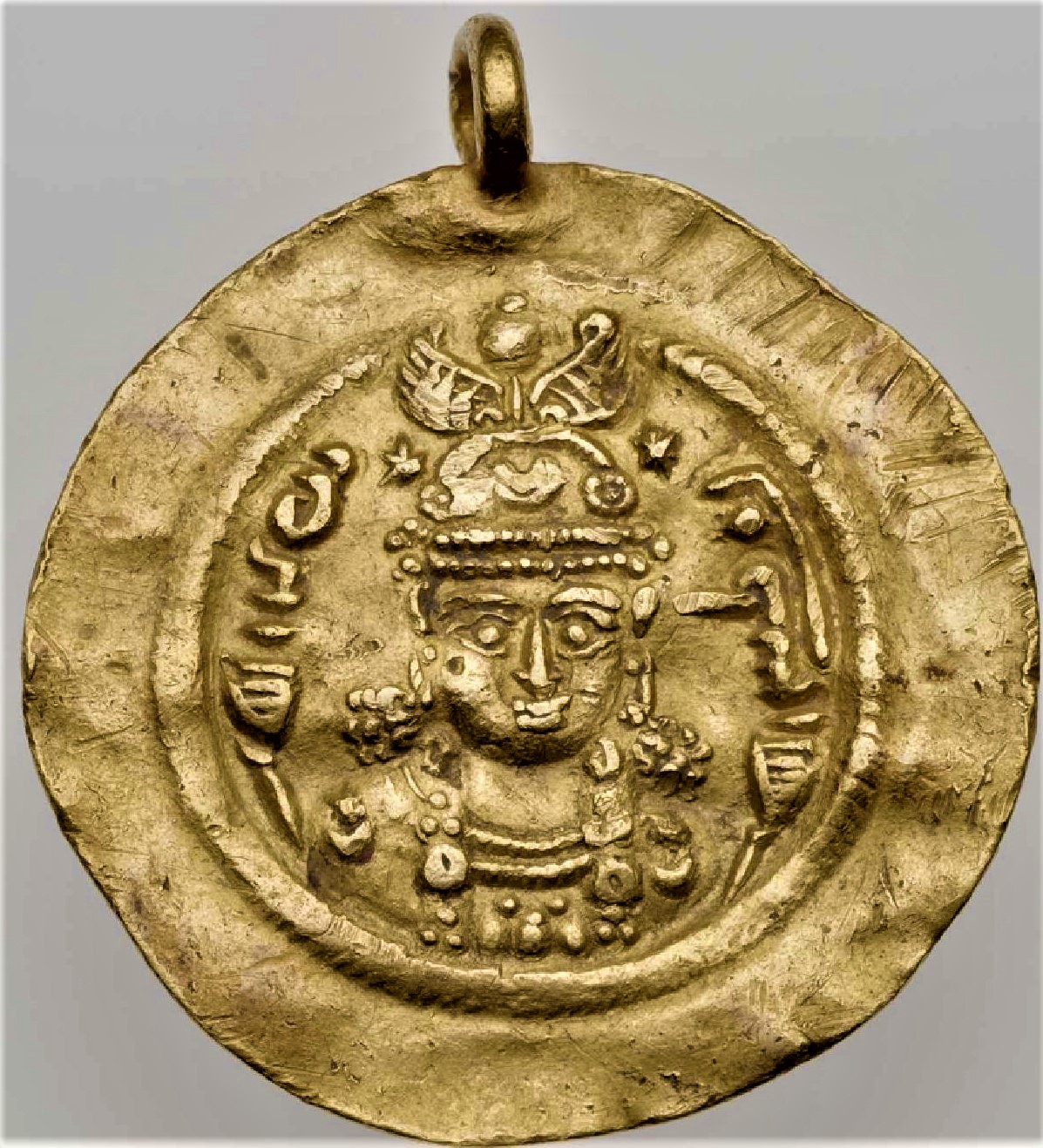
Dinar de ouro de Borana

Durante seu reinado, a cunhagem de Borana foi revertida para o desenho usado por seu pai, devido a sua noção do passado e seu respeito pessoal por ele.  Suas moedas incluíam algumas com desenho mais formal e não destinadas ao uso geral. Nelas, está declarado que Borana era a restauradora de sua herança, ou seja, a raça dos deuses. A inscrição traduzida em suas moedas diz: "Borana, restauradora da raça dos Deuses" (em persa médio: Bōrān ī yazdān tōhm winārdār). A alegação de descendência dos deuses não tinha sido usada desde o século III, quando aparece com o xá Sapor II (r. 309–379).
Tal como acontece com todos os monarcas sassânidas, a denominação principal de Borana era o dracma de prata (em persa médio: drahm). Entre os reinados de Coroes II e Isdigerdes III, parece ter sido a única que cunhou moedas de bronze. Só um dinar de ouro de Borana é conhecido e está no Museu de Belas Artes de Boston. O anverso dos dracmas e as emissões de bronze retratam-na virada à direita, enquanto no reverso o altar de fogo zoroastrista é retratado junto com dois assistentes. O dinar a mostra voltada para fora, ao invés de de perfil.
Em suas moedas de prata e bronze, fileiras duplas ou triplas de pelotas circundam seu busco e os signos astrais de um crescente e uma estrela são colocados na margem externa. É retratada usando um boné redondo com três joias ou rosetas e um diadema; suas tranças enfeitadas de cabelo caem por baixo do boné. O diadema consiste em duas fileiras de pelotas, quiçá pérolas, amarradas ao redor da testa com segmentos visíveis. O topo da coroa termina num par de asas emplumadas, destinadas a representar a divindade Artagnes, a hipóstase da 'vitória'. Um crescente e um globo são representados entre as asas emplumadas. Mais signos astrais são representados no canto superior direito (uma estrela e crescente) e à esquerda da coroa (uma única estrela).